# Eslettes

Eslettes este o comună în departamentul Seine-Maritime, Franța. În 1 ianuarie 2022 avea o populație de 1.630 de locuitori.